# الاستغلال الإمبريالي لإفريقيا
الاستغلال الإمبريالي لأفريقيا هو مصطلح يُؤرِّخُ للحقبة الإستعمارية التي كان مسرح أحداثها القارة الأفريقية بأكملها. حيث خضعت القارة الإفريقية خلال الثلث الأخير من القرن 19م ومطلع القرن 20م؛ لاجتياح كاسح من قبل الامبريالية الأوربية التي عملت على استغلالها طبيعيا وبشريا، مما خلف انعكاسات اقتصادية واجتماعية. وكانت إفريقيا قد احتفظت بقدر من السيطرة في المجالات الاجتماعية والسياسية والاقتصادية إبان عدة قرون من التبادل غير المتكافيء مع الأوربيين في الفترة السابقة على الاستعمار. واختفى هذا القدر القليل من السيطرة على الشؤون الداخلية مع مجيء الاستعمار.

## أساليب التنظيم الإداري بالمستعمرات الإفريقية

الأراضي الأوروبية في إفريقيا عام1914، بعد الزحف نحوها.

نهجت الدول الإمبريالية عدة أساليب لتسيير المستعمرات، يمكن تلخيصها في:
- إرساء شبكة الإدارة الاستعمارية التي تقوم على نهج سياسة الأهالي.
- توظيف الشيوخ والزعامات المحلية لترسيخ سلطة المستعمر.
- دور الشركات الأجنبية التي كرست الوجود الاستعماري بإفريقيا بفضل سياستها الاحتكارية وميزانيتها وشرطتها ودبلوماسيتها خاصة بالمستعمرات البريطانية.
- نهج سياسة التفرقة العنصرية.

هذه الأساليب سهلت الاستغلال الإمبريالي للمستعمرات في إفريقيا.

## مظاهر الاستغلال الضريبي
عرفت قيمة الضرائب ارتفاعا مقابل الدخل الفردي (الكونغو الأوسط والأسفل ما بين 31% و78%، كساي ما بين 22% و75%)، بالإضافة إلى ارتفاع قيمة الضرائب والرسوم الجمركية (إذ لم تقل عن 20% في بعض المستعمرات)، مما أدى إلى إثقال كاهل الأفارقة بالضرائب النقدية، ودفعهم للعمل في مزارع الأوربيين أو في المناجم لتأديتها، هذه الضرائب مكنت قوى الاستعمار من استعادة نفقات القوات المسلحة التي جندتها، وتوفير أرصدة مالية لإدارة المستعمرات، وتغطية نفقات الاستغلال.

## الاستغلال الاستعماري في الميدان الفلاحي
تزايد معاناة الإنسان الإفريقي خاصة في كينيا، حيث سيطر الأوربيين الذين يشكلون 1% على 20% من أجود الأراضي، وكذا اعتماد أسلوب الاستغلال العصري المفوض للشركات الكبرى بدعم من الدولة التي عملت على توفير اليد العاملة، بالإضافة إلى تخصص بعض المستعمرات في إنتاج بعض المواد لتحقيق أرباح أكبر (تخصص المستعمرات الفرنسية في زراعة الكاكاو، البن، القطن)، والاهتمام بالمزروعات الموجهة للتصدير.

## الاستغلال في الميدان الصناعي
- استغلال مناجم إفريقيا نظرا لتوفرها على ثروات ومعادن متنوعة ونفيسة.
- الاعتماد على اليد العاملة الإفريقية للعمل في المناجم في ظروف عمل قاسية (طول ساعات العمل، ضعف الأجور …).
- تزايد الاستثمارات الأوربية خاصة البريطانية.[2]

## الاستغلال في الميدان التجاري
- وجود شركات احتكارية تقوم باستغلال الثروات الإفريقية، أبرزها شركة يونيليفر، نسكا …
- قيام الشركات الاحتكارية بشراء المنتجات الزراعية وتحويلها لسلع موجهة للتصدير.
- ارتفاع قيمة الواردات مقارنة بالصادرات.[2]

## آثار الاستغلال الاقتصادي على المستعمرات بإفريقيا
- تحويل المستعمرات لسوق لتصريف بضائعها.
- اختفاء الصناعات الاستهلاكية المحلية.
- تخصيص الرأسمال العام لإنشاء البنية التحتية غير الإنتاجية التي تخدم المصالح الأوربية.
- ارتفاع صادرات المستعمرات من المواد الزراعية والمعدنية خاصة في غانا، نيجريا.[2]

## أحدث الاستغلال الإمبريالي عدة تحولات اجتماعية
تفككت أشكال الروابط الاجتماعية التقليدية بالمجتمعات الإفريقية من قبيلة وعشيرة، وظهرت أقلية من الأغنياء الموالين للاستعمار، وتحويل الأفارقة لعمال وجنود لدى المستعمر، وإثقال كاهل غالبية الشعب بالضرائب وأعمال السخرة. وقد ساهمت سياسة الاستغلال الإمبريالي للمستعمرات الإفريقية في تحطيم البنيات الاقتصادية والاجتماعية لهذه الشعوب، وخلق مشاكل لا زالت هذه القارة تعاني تبعاتها ليومنا هذا.